# Aleksis Dreimanis
Aleksis Dreimanis (* 13. August 1914 in Riga; † 8. Juli 2011 in London, Ontario) war ein lettischer Geologe, der sich als Hochschullehrer in Kanada insbesondere mit der Quartärgeologie befasste.

## Leben
Nach dem Studium der Geologie an der Universität Lettlands in Riga wurde Dreimanis 1939 dort Lektor. Während des Zweiten Weltkrieges war er auch verantwortlicher Berater für quartärgeologische Abbildungen am Lettischen Institut für mineralische Ressourcen und leistete darüber hinaus freiwilligen Dienst in der Lettischen Legion, einem lettischen SS-Verband. Nach dem Krieg wurde er außerordentlicher Professor der Baltischen Universität in den Displaced Persons-Lagern in Hamburg und Pinneberg.
1948 erfolgte die Auswanderung von Dreimanis nach Kanada, er nahm dort eine Stellung als Lektor an der Abteilung für Geowissenschaften der University of Western Ontario an. In der Folgezeit verfasste er darüber hinaus Berichte zu quartärgeologischen Themen für zahlreiche Institutionen wie der Geological Survey of Canada, dem Bergbauamt von Ontario, dem Planungs- und Entwicklungsamt von Ontario, der Verwaltungsbehörde für den Sankt-Lorenz-Strom, der Upper Thames River Conservation Authority und anderen privaten Gesellschaften. Nachdem er 1956 zunächst außerordentlicher Professor wurde, nahm er 1964 eine Professur an der Abteilung für Geowissenschaften der University of Western Ontario und lehrte dort bis zu seiner Emeritierung im Jahr 1980. Während seiner dortigen Lehrtätigkeit befasste er sich insbesondere mit der Quartärgeologie und wurde zu einem international anerkannten Fachmann für glaziale Ablagerungen in Kanada.
Daneben pflegte er seine Beziehungen nach Lettland sowie andere osteuropäische Staaten und war nicht nur von 1970 bis 1986 korrespondierendes Mitglied für die Herausgabe des lettischen Wörterbuchs für technische Fachbegriffe, sondern zwischen 1973 und 1976 auch Vorsitzender der Kommission für Technik- und Naturwissenschaften der Lettischen Kulturstiftung. Darüber hinaus war er zwischen 1974 und 1982 internationaler Berater der Polska Akademia Nauk.
Für seine wissenschaftliche Verdienste wurde er mit einem Ehrendoktor der University of Waterloo (1969), University of Western Ontario (1980) sowie der Universität Lettlands. Darüber hinaus wurde er wegen seiner Verdienste um die lettische Wissenschaft und Kultur 2003 mit dem Drei-Sterne-Orden von Lettland ausgezeichnet. 1988 erhielt er die Albrecht-Penck-Medaille.

## Veröffentlichungen
Die Ergebnisse seiner Forschungen veröffentlichte Dreimanis in mehr als 200 Aufsätzen in Fachzeitschriften, wobei er seinen letzten Artikel 2009 im Alter von 95 Jahren verfasste. Zu seinen bekanntesten Veröffentlichungen gehören:
- Dati par dažiem Rūjienas apkārtnes drumliniem = Über einige Drumlins bei Rūjiena in Lettland. In: Daba un Zinätne. 1938, Nr. 1
- Kūdras starpslānis leduslaikmeta slokšnu mālos Biržu pagast Audzēs = Eine Torfschicht in spätglazialem Bänderton bei Biržu Audzes in Lettland, 1939
- Abies- und Faguspollen in quartären Ablagerungen Lettlands. In: Contributions of Baltic University, 1947, Nr. 28
- Geschiebeanhäufungen südlich von Roja in Lettland = Accumulations of erratic boulders in Latvia South of Roja. In: Contributions of Baltic University, 1947, Nr. 56